# Ärtemarks landskommun
Ärtemarks landskommun var en tidigare kommun i dåvarande Älvsborgs län.

## Administrativ historik
Den inrättades som landskommun i Ärtemarks socken i Vedbo härad i Dalsland när 1862 års kommunalförordningar trädde i kraft. 
Den 1 januari 1926 bröts en del av kommunen ut och blev Bengtsfors köping. 
Vid kommunreformen 1952 gick återstoden av Ärtemarks landskommun upp i Lelångs landskommun.  Området tillhör sedan 1971 Bengtsfors kommun.

## Politik

### Mandatfördelning i valen 1938-1946
| 3 | 2 | 7 | 5 | 3 |

| 20 |

| 4 | 11 | 2 | 3 |

| 20 |

| 2 | 2 | 15 | 1 |

| 19 |